# Любачувский повет
Любачувский повет (пол. Powiat lubaczowski) — повет (район) в Польше, входит как административная единица в Подкарпатское воеводство. Центр повета — город Любачув. Занимает площадь 1308,37 км². Население — 56 658 человек (на 30 июня 2015 года).

## Административное деление
- города: Любачув, Цешанув, Нароль, Олешице
- городские гмины: Любачув
- городско-сельские гмины: Гмина Цешанув, Гмина Нароль, Гмина Олешице
- сельские гмины: Гмина Хорынец-Здруй, Гмина Любачув, Гмина Стары-Дзикув, Гмина Вельке-Очи

## История

### В Польской Республике
С 23 декабря 1920 года в Львовском воеводстве Польской Республики, в Цешанувском повете.
В 1922 году центр повета переносится из Цешанува в Любачув. Любачув стал центром Любачувского повета.

## Демография
Население повета дано на 30 июня 2015 года.
| Перепись            | Всего  | Мужчины | Женщины |
| ------------------- | ------ | ------- | ------- |
| Всего               | 56 658 | 28 191  | 28 467  |
| Городское население | 19 520 | 9550    | 9970    |
| Сельское население  | 31 138 | 18 641  | 18 497  |